# 松平忠雄
松平 忠雄（まつだいら ただお）は、江戸時代前期から中期にかけての大名。肥前国島原藩の第2代藩主。深溝松平家7代当主。官位は従四位下・阿波守、主殿頭。

## 生涯
延宝元年（1673年）10月20日、分家の旗本・深溝松平伊行の次男として誕生。本家の島原藩の初代藩主松平忠房は長男の好房が早世し、次男の忠倫は不行跡を理由に廃嫡と、後継者に恵まれなかったため、貞享3年（1686年）7月に忠雄が忠房の養子に迎えられ、元禄4年（1691年）9月12日に世子に指名された。元禄11年（1698年）4月18日、忠房が隠居したため家督を継いだ。
元禄15年（1702年）から凶作が相次ぎ、さらに元禄期の貨幣経済の浸透により農業が衰退して藩財政が悪化した。このため、長崎商人の融資を受けている。宝永3年（1706年）2月には「島原大概様子」といわれる総検地を行なって、以後の島原検地の基礎を築き上げた。また、武芸を奨励したりしている。
しかし実子が早世したことから、晩年の忠雄は次第に藩政に精彩を失うようになったとされる。享保4年（1719年）には藩内で渋川勝章が山口勘右衛門に殺されるという事件が起こった。享保5年（1720年）には堀井四郎右衛門事件が起こり（堀井の妾が忠房の次男の忠倫の子を2人も生んでおり、それらを藩主の後継者にするべきと訴えた事件）、享保11年（1726年）には黒川政勝を登用して、以後は実権を黒川に任せて藩政の専横を招くなど、島原藩政は混乱した。さらに享保15年（1730年）には50人の百姓が逃散し、享保18年（1733年）に虫害、享保19年（1734年）10月には深溝松平一族から養子に迎えていた忠救の早世、享保20年（1735年）1月には藩内で疫病が流行するなど、不幸の連続が続いた。
後継者がいなかったため、忠救の実弟の忠俔を新たに養子に迎え、12月2日に隠居して家督を譲った。享保21年（1736年）2月7日、死去した。享年64。

## 墓地からの埋葬物出土

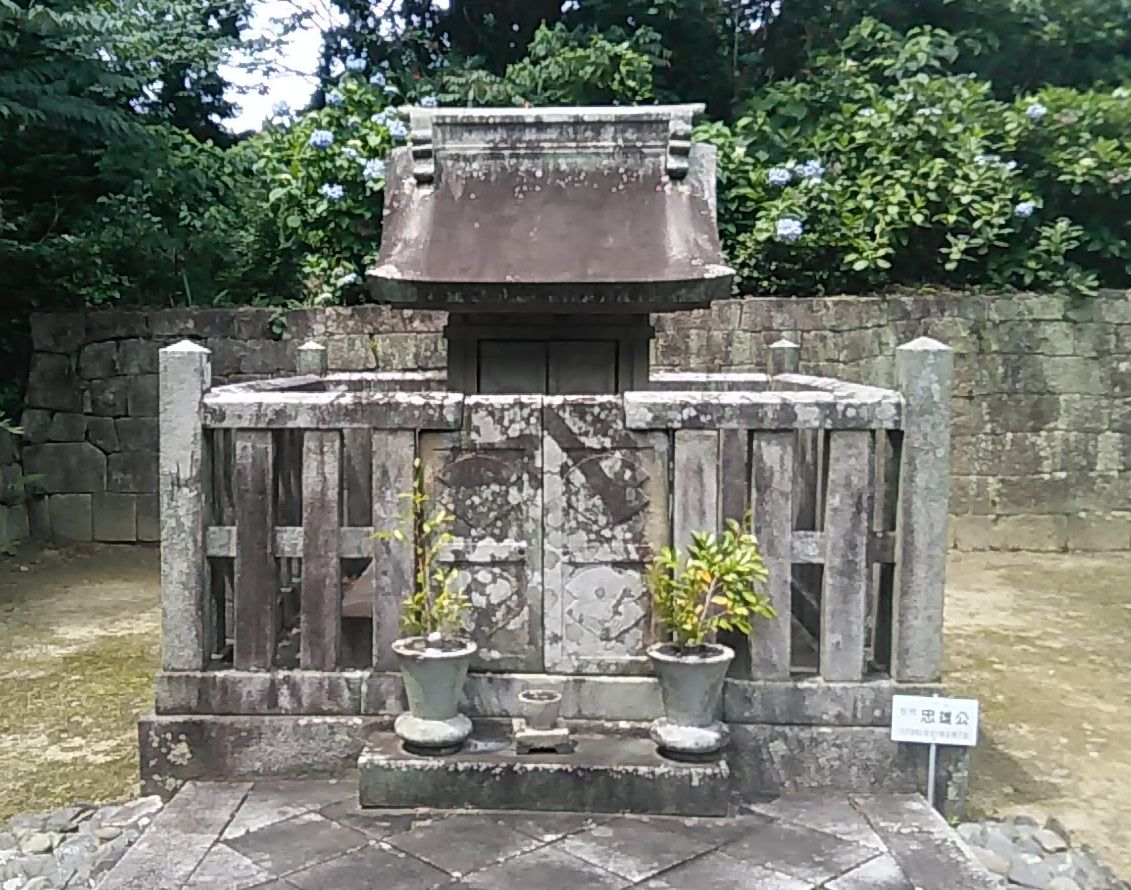
松平忠雄の墓(幸田町本光寺)

2008年8月に発生した集中豪雨で深溝松平家の墓所に被害が生じ、忠雄の墓所も倒壊の危険があった。墓所の修復に伴い2009年4月に行なわれた学術調査の際、慶長小判等43枚、一分判120枚、ヨーロッパ製とみられる銀製ポット・グラス、眼鏡、蒔絵の施された印籠、喫煙具などの副葬品が出土した。幸田町教育委員会はこれら出土物を「過去に調査された各地の大名墓の副葬品と比べ、質・量ともに類を見ない、極めて重要な発見」としている。

## 系譜
父母
- 松平伊行（実父）
- 石丸定次の娘（実母）
- 松平忠房（養父）

正室
- 戸田忠昌の養女 ー 戸田忠章の娘

側室
- 真正院（春）ー平井家娘

子女
- 松平忠英（三男）
- 土岐頼稔正室

養子、養女
- 松平忠救 ー 松平次章の子
- 松平忠俔 ー 松平次章の四男
- 堀直恒室 ー 稲垣重武の娘